# Juan Eslava Galán
Juan Eslava Galán, španski pisatelj, * 7. marec 1948, Arjona, Andaluzija, Španija.
Ob pisanju deluje kot profesor angleškega jezika in književnosti. Nekatera dela je objavil pod psevdonimom Nicholas Wilcox.

## Biografija
Juan Eslava Galán se je šolal v Arjoni. Ko je bil star deset let se je z družino preselil v Jaén, tam je nadaljeval šolanje v srednji šoli. Kasneje je študiral filozofijo na univerzi v Granadi. Diplomiral je iz anglistike. Nato je odšel v Združeno kraljestvo in študiral na univerzi Aston v Birminghamu. Ko se je vrnil, je na univerzi v Granadi doktoriral iz literature s tezo o srednjeveški zgodovini, s katero se ukvarja tudi v svojih delih. Trideset let je delal kot srednješolski učitelj, kar je združeval s pisateljskim poklicem. Leta 1987 je za roman En Busca del Unicornio prejel nagrado Planeta. Njegovo pisanje obsega zgodovinske razprave, romane, pesmi, eseje in prevode. Njegova dela so prevedena v več evropskih jezikov, v slovenščino je prevedeno delo Mula (La mula; prevod: Marjeta Drobnič (COBISS), založba Modrijan).

## Dela
- Misterioso asesinato en casa de Cervantes, 2015
- Últimas pasiones del caballero Almafiera, 2012
- La década que nos dejó sin aliento, 2011
- Templarios, griales, vírgenes negras y otros enigmas de la Historia, 2011
- Homo erectus, 2011
- Rey lobo, 2010
- De la alpargata al seiscientos, 2010
- El catolicismo explicado a las ovejas, 2009
- 1000 sitios que ver en España al menos una vez en la vida, 2009
- Califas, guerreros, esclavas y eunucos. Los moros en España, 2008
- Los años del miedo, 2008
- La lápida templaria descifrada, 2008
- El mercenario de Granada, 2006
- España insólita y misteriosa, 2006
- Viaje a los escenarios del  capitán Alatriste , 2006
- Viaje a la costa de las ballenas, 2006
- Una historia de la guerra civil que no va a gustar a nadie, 2005
- Sonetos, 2005
- El paraíso disputado. Ruta de los castillos y las batallas, ensayo, Guías Aguilar, 2003
- Los íberos. Los españoles como fuimos, 2004
- Los  Reyes Católicos , 2004
- Mula (La mula), 2003
- La muerte de la abuela, 2003
- Santos y pecadores. Álbum de recuerdos de los españolitos del siglo XX, ensayo, 2002
- Un jardín entre olivos (Las rutas del olivo en España. Masaru en el Olivar III), 2002
- Las rutas del olivo en Andalucía (Masaru en el Olivar II), 2001
- Los dientes del Dragón, 2001
- Los castillos de Jaén, 1999
- Las rutas del olivo en Jaén (Masaru en el Olivar I), 1999
- Otro Jaén (1999)
- Escuela y prisiones de Vicentito González, 1999
- Señorita, 1998
- Tumbaollas y hambrientos. Los españoles comiendo y ayunando a través de la historia, 1997
- El fraude de la  Sábana Santa  y las reliquias de Cristo, 1997
- La España del 98. El fin de una era, 1997
- Amor y sexo en la antigua Grecia, 1997
- La España de las libertades, 1997
- Coitus interreptus, 1997
- La vida amorosa en Roma, 1996
- La vida y la época de los  Reyes Católicos , 1996
- Julio César, el hombre que pudo reinar, 1995
- Historia de España contada para escépticos, 1995
- Statio Orbis, 1995
- El comedido hidalgo, 1994
- El sexo de nuestros padres, 1993
- Cleopatra, la serpiente del Nilo, 1993
- Los  templarios  y otros enigmas medievales, 1992
- Historias de la  Inquisición , 1992
- Historia secreta del sexo en España, 1992
- El enigma de  Colón  y los descubrimientos de América, 1992
- El viaje de Tobías, 1992
- Tartessos y otros enigmas de la historia, 1991
- Grandes batallas de la historia de España, 1990
- Verdugos y torturadores, 1990
- Guadalquivir, 1990
- El Mercedes del Obispo y otros relatos edificantes, 1990
- Cuentos crueles, 1990
- Tu magistral amor, 1990
- Castillos y murallas del Reino de Jaén, 1989
- Yo, Nerón, 1989
- Catedral, 1989
- Roma de los césares, 1988
- Yo,  Aníbal , 1988
- El enigma de la Mesa de Salomón, 1987
- En busca del unicornio, 1987
- Cinco tratados españoles de alquimia, 1986
- Leyendas de los castillos de Jaén, 1982
- La leyenda del  Lagarto de la Malena  y los mitos del  dragón , 1981
- Friary Grange School. Estudio de una comprehensive school inglesa, 1978
- Jofra, 1975

### Mula
Protagonist dela Mula je Juan Castro Perez, ki je preprost mular, ki se znajde v primežu španske državljanske vojne. Svoje občutke in misli zaupa izgubljeni muli, ki jo poimenuje Valentina. Njegov cilj je, da bi po koncu vojne mulo odpeljal domov in s tem pomagal družini. Na mulo se zelo naveže, saj je zanjo pripravljen tvegati življenje. Juan je predstavljen kot preprost, neizobražen človek, ki si želi le, da bi bilo vojne konec, da bi spet lahko služil pri svojem gospodarju. Skozi delo se Juan znajde v različnih vlogah, saj se zaradi ljubezni pretvarja, da je bogat gospod, ki ima svoje posestvo. Seveda laž ne traja dolgo, saj ga razkrinkajo. Prav tako po naključju postane vojni heroj. Na to se Juan hitro navadi. Roman špansko državljansko vojno prikaže skozi oči preprostega človeka. Na eni strani spoznamo absurd vojne, na drugi pa avtor duhovito predstavlja življenja posameznikov, ki so se med vojno povezali in jih druži iskreno prijateljstvo. Mula simbolizira upanje, saj v njej Juan vidi svojo prihodnost. Zgodba je tudi avtobiografska, saj je avtor v glavnem junaku upodobil svojega očeta.

## Nagrade
- Nagrada Planeta (1987)
- Nagrada  Chianti  Ruffino - Antico Fattore (1988)
- Nagrada Fernando Lara (1998)
- Nagrada Andalucía de la Crítica (1998)
- Nagrada Ateneo de Sevilla (1994)
- Nagrada Primavera de Novela (2015)